# Дворцовый мост
Дворцо́вый мост — автодорожный металлический разводной мост через Большую Неву в Санкт-Петербурге. Соединяет центральную часть города (Адмиралтейский остров) и Васильевский остров. Объект культурного наследия России регионального значения.
Длина моста — 267,5 м, ширина — 31,6 м. Состоит из пяти пролётов. Разведённый центральный двукрылый пролёт Дворцового моста на фоне Кунсткамеры и Петропавловского собора — одни из главных символов города.

## Расположение
Мост расположен у истока Большой Невы. Соединяет Дворцовый проезд, Дворцовую и Адмиралтейскую набережные с Биржевой площадью и Университетской набережной.
Выше по течению находится Троицкий мост, ниже — Благовещенский мост.
Ближайшая станция метрополитена — «Адмиралтейская».

## Название
Название моста известно с 1851 года и дано по находящимся рядом Зимнему дворцу и Дворцовой набережной. В 1911 году городская дума предложила присвоить мосту название Мост 19 февраля 1861 года, однако решение не было утверждено.
С приходом новой власти в октябре 1918 года мост был переименован в Республиканский. 13 января 1944 года мосту возвращено историческое название Дворцовый.

## История

### Плашкоутный мост
Вопрос о наводке плашкоутного моста через Неву на трассе, соединяющей Адмиралтейский остров с Васильевским у Зимнего дворца обсуждался в правительстве в конце 20-х и 30-х годов XIX века, а впервые был внесён в планы в 1825 году после нереализации проекта тоннеля английского инженера французского происхождения Марка Изамбарда Брюнеля связи со смертью императора Александра I и постройки Дворцового моста. Тоннель должен был проходить под Большой Невой и после смерти Александра I проект был реализован в Лондоне с прокладкой тоннеля под Темзой, заложив основу для первого в мире метрополитена.
В 1850 году (по другим данным в 1853) Николай I удовлетворил просьбу представителей купечества о перемещении Исаакиевского плашкоутного моста к Зимнему дворцу для прямой и постоянной связи с Биржей и другими учреждениями Торгового порта. Проект установки моста на новой трассе разработал инженер И. К. Герард. К реализации был принят вариант моста с деревянными береговыми опорами и такими же перилами. На мосту были установлены чугунные художественного литья торшеры с фонарями, представляющие собой стержни с развитыми базами на пьедесталах, увенчанные фонарями в виде усечённых шестигранных пирамид. Пролётные строения представляли собой подкосные конструкции. В состав нового моста вошли 3 плашкоута из старого Исаакиевского. Работы производил инженер Ф. И. Энрольд. На осуществление проекта ушло более трёх лет. Перемещение Исаакиевского моста было завершено лишь 10 декабря 1856 года. По другим данным мост был перемещён не позднее 1854 года. В периоды ледохода и ледостава мост разводился.
В 1877 году по мосту проложили линию конки. В 1878 году на мосту впервые в Петербурге в виде опыта было испытано электрическое освещение. Для этого на Васильевском острове был поставлен паровой котел и электромагнитная машина, от которой ток по проводам подавался на 8 фонарей со «свечами» П. Н. Яблочкова. В течение около 10 дней мост освещался всю ночь. С наступлением ледохода фонари были перенесены на Александрийскую площадь.
В 1886 году два средних судоходных пролёта были уширены до 11,6 м и подняты до 4,7 м для пропуска барок. В 1890 году исправлено верхнее строение моста.
В 1896 году наплавной Дворцовый мост был перенесён вниз по течению на 53,25 м с того места, где позже в 1911—1916 годах году был возведён постоянный Дворцовый мост. Перенос был связан с решением создать озелененную площадку перед западным фасадом Зимнего дворца. Работы по наведению плашкоутного моста, начатые зимой 1896 года, закончились 23 декабря 1897 года; в торжественной обстановке мост был освящен и открыт для движения транспорта и пешеходов.
21 апреля 1899 года несколько плашкоутов моста затонули, ремонт моста продолжался до 13 мая того же года:

21 апреля, в 9:30 часов утра, в пазах плашкоутов № 11 и № 12 Дворцового моста образовалась течь, после чего езда по мосту была прекращена и приступлено к откачиванию воды из помянутых плашкоутов; несмотря однако на своевременно принятые меры, через 15 минут плашкоут № 11 затонул, от чего пришлось закрыть и пешеходное по мосту движение; для спасения же остальных тонувших плашкоутов моста были вызваны пароходы с водоотливными помпами, но все усилия оказались безуспешными: в 13:30 часов дня плашкоуты № 9, 10, 11, 12, 13 и 14 затонули. Дворцовый мост из воды был поднят, и лишь 13 мая по нему было восстановленно экипажное и пешеходное движение.

В 1911 году, после начала строительства постоянного каменного Дворцового моста, наплавной мост был перенесен вниз по течению к Сенатской площади, где находился до 1916 года, пока не сгорел от искры проходившего по Неве буксира.

- Дворцовый мост в конце XIX - начале XX века
- 1870-е годы
- 1890-е годы
- 1890-е годы
- 1900-е годы

### Постоянный мост
В 1882 году общественные организации и многие домовладельцы обратились в Городскую управу с просьбой заменить Дворцовый плашкоутный мост постоянным.
Исключительно ответственное в градостроительном отношении положение моста, трудные гидрогеологические условия мостового перехода и требования судоходства создавали сложный комплекс проблем, решение которых вызывало большие трудности.
Комиссия Общества гражданских инженеров, которой было поручено откорректировать разработанные Петербургской управой условия конкурса, отмечала, что «ближайшей задачей конкурентов должно быть создание художественного произведения, достойного окружающей обстановки и значения этого пункта русской столицы, при условии рациональной во всех отношениях конструкции».
В апреле 1901 года объявлен конкурс на возведение сразу двух постоянных мостов, Дворцового и Большеохтинского. В конкурсную комиссию судей-экспертов вошли ведущие инженеры-мостовики: Н. А. Белелюбский, С. К. Куницкий, Г. Н. Соловьев, Н. Н. Митинский, В. Е. Тимонов. Академию Художеств представлял профессор архитектуры А. Н. Померанцев.
На конкурс поступило 27 эскизных проектов Дворцового моста и один вне конкурса проект архитектора А. И. Ковшерова, но ни один проект не был принят комиссией. Конкурс продлили до мая 1904 года. Было предоставлено ещё 19 проектов. При этом в новых вариантах были учтены замечания экспертов — отказ от пролётных строений с ездой понизу и размещение разводного пролёта посередине реки. Наиболее удачным был признан проект Общества «Батиньоль» (по проекту которого строился Троицкий мост) — симметричный пятипролётный мост с разводным пролётом, расположенным посередине реки. Боковые пролёты перекрывались фермами консольно-балочного типа с криволинейным очертаниями нижних поясов.
Русско-японская война, революция 1905 года и последовавшие события вызвали перерыв в проектировании Дворцового моста.
В апреле 1908 года обсуждался вопрос о трассе моста. Для нового моста предлагалась трасса Исаакиевского наплавного моста, против арки здания Адмиралтейства; против истока Зимней канавки (предварительно заключив её в подземную трубу) с въездом на мост под аркой Эрмитажного театра; по оси Мошкова пер. и т. д. Однако реальных результатов это обсуждение не дало.
К весне 1908 года комиссией экспертов были разработаны новые «технические условия для составления проекта постоянного Дворцового моста».
Существенное отличие новых «Технических условий для составления проекта постоянного Дворцового моста», утверждённых городской Думой 24 сентября 1908 года, от программы конкурса 1901 года заключалось, во-первых, в том, что в них четко указывалось размещение разводного пролёта в «средней части реки» и ширина его устанавливалась не менее 42,67 м (в конкурсной программе 1901 года размещение разводной части не лимитировалось, а ширина требовалась всего 32 м). Во-вторых, требование, чтобы мост соответствовал «красоте вблизи расположенных зданий», существенно корректировалось тем, что выбор конструктивного решения ограничивался: «Мост должен быть с ездой по верху» (в конкурсной программе 1901 года указывалось, что «система моста представляется на усмотрение проектирующих»).
На конкурс поступило 9 проектов. Проекты предоставили правления обществ Коломенского, Путиловских, Сормовских заводов; архитектор Императорского двора А. Н. Бенуа при сотрудничестве с архитектором М. М. Перетятковичем (от Санкт-Петербургского металлического завода); Общество «Батиньоль».
Лучшими были признаны проект Общества «Батиньоль» и проект Общества Коломенских заводов, составленный видным петербургским инженером  польского происхождения Анджеем Пшеницким. Член комиссии экспертов профессор Академии художеств архитектор А. Н. Померанцев писал о проекте Пшеницкого: «Общее впечатление всей линии моста спокойное. Архитектурная обработка устоев моста проста, серьёзна и хороша».
К сооружению был принят вариант Общества Коломенских заводов. Архитектурное оформление по распоряжению президента Академии художеств было поручено архитектору Р. Ф. Мельцеру.
Он разработал очень пышное и помпезное оформление: перила сложного рисунка с «чеканными двухсторонними украшениями из толстого листового железа», декоративные карнизы с «картушами, выполненными из толстого железа», восемь фонарей с выкованным из железа декором и т.д. На широких опорах разводного пролёта предполагалось поставить четыре больших фонаря-маяка высотой 14 саженей, включавших в себя подъемные машины для людей и балконы вокруг фонарей. Основание фонарей украшалось сложной скульптурой, орнаментами, картушами, императорскими орлами.
5 февраля 1911 года был подписан договор с Обществом Коломенских заводов, согласно которому сооружение моста и его испытания должны были быть закончены к 15 ноября 1913 г. При этом было обусловлено, что все работы должны выполняться из отечественного материала русскими рабочими и русскими инженерами.
Несмотря на «высочайшее утверждение» проекта дискуссии по поводу архитектурного оформления моста продолжались. Экспертная комиссия отвергала большие фонари-башни, предлагаемые для быков разводного пролёта. Архитектор А. Э. Жибер высказал опасения, что задуманные башни, «образуя новую архитектурную массу среди свободного до сего времени пространства над рекою, обуславливающего спокойно-величественный вид гранитных набережных в связи с окружающею архитектурною обстановкою», могут тем самым оказать на неё неблагоприятное воздействие. По мнению А. И. фон Гогена, такие башни «ввиду их необычайной колоссальности, значительно выше всех окружающих зданий, не исключая и Зимнего дворца», они окажутся «несообразно большими и выходящими из масштаба всех прочих частей и окружающих сооружений».
Также было отмечено, что фонари (восемь невысоких и четыре «колоссальных») создавали крайне неравномерную освещённость моста.
После неоднократного обсуждения был согласован вариант установки на быках разводного пролёта фонарей увеличенного размера без скульптурного убранства. Этот вариант был одобрен Экспертной комиссией, а затем 29 декабря 1915 года получил «высочайшее утверждение».
Строительство моста началось в конце 1911 года. Литые чугунные арки, изготовленные Коломенским заводом, прибывали водным путём и устанавливались на месте. Две фермы были собраны непосредственно на установленном пролёте и смонтированы краном.
Установленный срок окончания строительства моста (ноябрь 1913 года) выдержать было невозможно по многим причинам (более позднее начало работ, задержка в поставке металла для арок и затруднения с доставкой готовых арок, затянувшееся решение архитектурных вопросов). В 1914—1916 годах пристань со львами была перемещена с трассировки моста на ось восточного павильона Главного Адмиралтейства. 17 апреля 1914 года во время наводнения была повреждена одна из строившихся опор. Начавшаяся Первая мировая война вовсе затормозила строительство. Лишь к концу 1916 года была готова вся инженерная конструкция моста.
В ноябре 1915 года было открыто пешеходное движение по мосту. В октябре 1916 года на заседании Городской думы решено было открыть Дворцовый мост для прохода и проезда в недостроенном виде, соорудив «временные» деревянные перила и поставив стандартные чугунные столбы для навешивания фонарей и проводов для трамвая. Покрытие на постоянных пролётах — торцовая мостовая, а на разводном пролёте был уложен деревянный настил. На мосту было установлено деревянное перильное ограждение, верхние части опор были обшиты деревом, а вместо гранитных парапетов на опорах и устоях были установлены фанерные.
17 декабря 1916 года было произведено испытание моста на прочность: 34 грузовых автомобиля, каждый из которых с грузом имел массу более 600 пудов, одновременно въехали на мост, заняв все его пролёты. Мост был открыт для движения 23 декабря 1916 года. На торжественное открытие (в отличие от прочих построенных через Неву мостов) прибыло лишь десять процентов приглашённых. Не пришёл даже городской голова Лелянов, предоставив разрезать ленточку своему заместителю Демкину.
Во время наводнения в 1924 году мост получил повреждения, в опорах разводного пролёта водой были залито 12 моторов и 2 питающих агрегата.
В 1932 году по заказу Ленмостотреста в Институте пролетарского искусства был разработан проект скульптурного украшения моста. Предполагалось установить 8 чугунных скульптур и групп высотой не менее 7 м: по краям моста фигуры восставшего рабочего и крестьянина, красногвардейца и матроса, в центре моста — 4 скульптурные группы, изображающие союз рабочих и крестьян, союз народов СССР, Красную армию и флот. В 1939 году деревянные перила сменили на чугунные, по проекту архитектора Л. А. Носкова и скульпторов И. В. Крестовского и М. М. Демьянова. Предполагавшиеся проектом большие украшенные орлами фонарные столбы на опорах моста так и не были установлены.
Мост прошёл капитальный ремонт в 1967 году. В 1976—1978 годах трестом «Ленмостострой» произведены работы по капитальному ремонту разводного пролёта по проекту инженеров институтов «Ленгипротрансмост» (В. И. Ботвинник, Т. Д. Иванова) и «Ленгипроинжпроект» (Б. Б. Левин) и архитекторов Ю. И. Синицы и М. В. Винниченко. В ходе работ деревянный настил на разводном пролёте заменён на ортотропную плиту с покрытием из тонкослойного эпосланбетона; для облегчения веса пролётного строения чугунные решётки на разводном пролёте были заменены на алюминиевые; железобетонное ограждение на постоянных пролётных строениях было заменено на гранитное, на разводном пролёте — на металлическое; произведены работы по замене устаревшего электрооборудования, а также частичная замена механизмов подклинки; установлены светильники по типу Литейного моста.
В 1997 году в ходе ремонта покрытия проезжей части моста были демонтированы трамвайные пути. В 2000—2001 годах силами ЗАО «Трест Ленмостострой» выполнен ремонт металлоконструкций замковых поперечных балок и связей разводного пролёта.
К 2008 году, по сведениям Мостотреста, Дворцовый мост исчерпал свой ресурс. Однако капитальный ремонт его отложен до постройки нового моста на Васильевский остров через Серный остров, постройку которого заморозили по решению нового губернатора.
Таким образом, ремонт Дворцового моста был начат 21 октября 2012 года, без возведения временных переправ, что значительно осложнило и без того напряжённую транспортную обстановку на Васильевском острове.
19 октября 2013 года он был торжественно открыт после реконструкции.

## Конструкция
Мост пятипролётный металлический с разводным пролётом посередине. Постоянные пролёты перекрыты двухпролётными металлическими клепанными сквозными фермами балочно-неразрезной системы, с криволинейными поясами. Масса стальных конструкций 7770 т (в том числе 2800 т — противовесы разводной части моста).
Длина моста 250 м (255,05 м), ширина моста между перилами 27,73 м, из них ширина проезжей части — 22,0 м (3 полосы для движения транспорта в каждом направлении) и два тротуара по 2,85 м. Схема разбивки на пролёты: (38,63 + 47,12) + (9,20 + 58,60 + 9,20) + (47,12 + 38,63) м. Судоходный габарит 22,0 × 6,3 (30,00) м.
Стационарные пролётные строения — двухпролётные металлические клепанные сквозные фермы балочно-неразрезной системы — 38,63 + 47,12 м.
В поперечном сечении пролёт состоит из восьми главных ферм раскосной системы с криволинейным нижним поясом. Сечение поясов коробчатое, раскосов и стоек двутавровое. Расстояние между главными фермами — 3,6 м. Все фермы попарно объединены поперечными балками и ветровыми связями. Проезжая часть и тротуары выполнена в виде металлического настила (лотковое железо), прикреплённого к верхним поясам ферм и поперечным балкам, поверх которого уложен слой бетона и покрытие проезжей части.
Разводной пролёт — двукрылый, раскрывающейся системы с шарнирно прикреплённым противовесом и с неподвижной осью вращения, с электромеханическим приводом и отверстием в свету 56,6 м. В наведённом положении пролётное строение работает по схеме трёхшарнирной арки. Каждое крыло разводного пролёта уравновешено системой противовесов, подвешенных к его нижней части на шарнирах по системе Штрауса. При разводке моста противовесы опускаются в колодцы опор, которые расположены на глубине до 6,0 м ниже ординара воды в Неве.
В поперечном сечении пролёт состоит из восьми главных ферм раскосной системы с нисходящими раскосами и криволинейным нижним поясом. Сечения элементов — Н-образные и коробчатые. В пределах длины крыла главные балки связаны между собой продольными и поперечными связями. Масса крыла — 700 т, масса противовесов — 1400 т.
Фундаменты левобережного устоя и всех промежуточных опор сооружены на кессонах, опущенных на глубину 23,5—25,89 м от ординара и заполненных камер-бетоном. Тело опор выше обреза кессонов — бетонная и железобетонная кладка с гранитной облицовкой чистой тёски.
Правобережный устой на деревянном свайном основании. Тело опоры выше обреза ростверка — бутовая кладка с гранитной облицовкой чистой тёски. На открылках правобережного устоя с верховой и низовой сторон расположены спуски к воде с площадками облицованные гранитом.
Ограждение на стационарных пролётах — гранитное высотой 450 мм, на разводном пролёте — металлическое высотой 400 мм. Дорожное покрытие на пролётных строениях мелкозернистый асфальтобетон. Покрытие тротуаров на пролётных строениях мелкозернистый асфальтобетон. На пролетах моста установлено чугунное перильное ограждение индивидуального художественного литья. На опорах и устоях моста перильное ограждение завершается гранитными парапетами. Для освещения и контактной сети на мосту установлено 16 опор с архитектурным декором и 4 опоры контактной сети на разводном пролёте.
- Разводной пролёт (2007)
- Дворцовый мост после реконструкции (2015 год)
- Крейсер «Аврора» проходит под разведённым Дворцовым мостом
- Перильное ограждение